# Severiano de Souza e Almeida
Severiano de Souza e Almeida (Itaparica, 8 de novembro de 1854 - Santiago, 3 de novembro de 1927) foi um agrimensor que atuou na colonização do Rio Grande do Sul, principalmente na Colônia Jaguary.

## Vida
Formou-se agrimensor pela Escola Politécnica do Rio de Janeiro em 8 de novembro de 1880 no seu aniversário de 26 anos. Também fora engenheiro e militar, alcançando o posto de coronel na Guarda Nacional. Em 1881 foi nomeado administrador da então nascente Colônia Jaguary, também assumindo a chefia da Comissão de Terras para demarcação da Colônia, com a finalidade de ajudar no desenvolvimento de tal, com o cadastramento de imigrantes, construção de hospedagens e abertura de caminhos, fornecimento de alimentos, material agrícola, sementes, assistência médica e aferir dados demográficos e climáticos de produção e exportação, bem como promover a urbanização e locar a sede do futuro município. Na sua administração foram abertas as estradas em direção a Santiago do Boqueirão e São Vicente do Sul, construídos moinhos, descascadores de arroz, serrarias, olarias, atafonas, alambiques, fábricas de cerveja e cigarros. Em 20 de fevereiro de 1882 foi nomeado juiz comissário dos municípios de Laguna e Tubarão em Santa Catarina, onde demonstrou grande capacidade de trabalho e competência profissional. Designado para o Rio Grande do Sul, atuou inicialmente nas comissões de Barata Góes, na ex-colônia Caxias onde foi designado para prestar serviços de agrimensura (medição de lotes) em 1884. Em 1888 foi removido da colônia de Caxias para a colônia dirigida por Siqueira Couto, Silveira Martins. Em 1891 foi promovido à chefe da comissão de implantação da Colônia de Taquari. Logo após o casamento com Dona Eulália em 1893, Severiano assumiu a direção da recém desmembrada Colônia Jaguary. Foi nesse período em que foi instalada a iluminação pública a querosene, instaladas uma escola para meninos e uma escola para meninas, duas bandas de música, iniciada a construção da Igreja Matriz, instalação do jornal “O Jaguary” e três lojas maçônicas, o sindicato agrícola, a construção da ponte metálica sobre o Rio Jaguari, a construção da linha férrea entre Dilermando de Aguiar e Jaguari, sistema de navegação entre Jaguari e a foz do Rio Ibicuí, além de ligação telefônica, sendo dispensado em 1895. 
Incumbido pelo Dr. Carlos Barbosa Gonçalves, presidente do Rio Grande do Sul, passou, posteriormente, a dirigir a colonização de uma área de cem léguas² (483 km²), no norte do estado. Mais um vez o Dr. Severiano deixou sua marca de cidadão e homem-público, tendo fundado diversos núcleos coloniais, incluindo a atual Erechim e a cidade que ostenta o seu nome, Severiano de Almeida.
Em 1899 novamente dirige a Colônia Jaguary. De 1901 a 1906 foi designado pela Secretaria Estadual de Obras Públicas para serviços de agrimensura em Santiago do Boqueirão, São Vicente do Sul, Santa Maria, Vila Rica (atual Júlio de Castilhos) e São Francisco de Assis. Findados os trabalhos em Jaguari, foi removido por Portaria de 27 de março de 1909 da extinta Colônia Jaguary para a administração da nova Colônia de Erechim, onde permanece até 1917. Em 1909 e 1910 coordenou a construção da estrada geral entre São Martinho e Santa Maria.

## Final da vida
Pelo Decreto nº 2275, de 1 de junho de 1917, é lhe concedida a aposentadoria por invalidez, após 32 anos de serviço público, deixando a colônia de Erechim e fixando residência em Santiago, passando a dedicar-se à criação de gado, na fazenda “Casa Branca”, onde veio a falecer em 3 de novembro de 1927 de “coma diabético”. O corpo de Severiano de Almeida foi enterrado no Cemitério Municipal de Jaguari, após solene encomendação oficiada pelo Pe. Aquiles Bertoldo na Igreja Matriz. Em todo o trajeto, o cortejo fúnebre foi acompanhado pelas autoridades locais e por uma multidão de populares. O Correio Jornal, semanário então publicado em Jaguari, sob a direção de Salles D’Arville, estampou um extenso obituário na página de rosto do n° 16.

## Vida pessoal
Severiano de Almeida casou em 1893 com Eulália Bica de Almeida com quem teve: Manoel Bica de Almeida, Clementino Bica de Almeida, Eulália Godoy Gomes (apelidada de Lainha) e Glorinha Almeida de Jesus. Outros três filhos do casal receberam sepultura em Jaguari, antes do pai, dentre os quais salienta-se o jovem Dr. Severiano de Souza e Almeida Filho, falecido a 25 de novembro de 1917.
Este era o segundo casamento de Dona Eulália. Havia casado pela primeira vez com o poeta Juvêncio Augusto de Menezes Paredes, que morreu em 1882, com quem teve Antônio José de Oliveira Paredes, que se tornou enteado de Severiano.